# Dakota Blue Richards
Dakota Blue Richards (London, Anglia, 1994. április 11.) angol színésznő.

## Élete és pályafutása
Dakota Blue Richards néven született a Chelsea and Westminster Kórházban, London Chelsea városrészében. A Newlands School-ban kezdte meg tanulmányait, de a St Paul's Primary School tanintézményben fejezte be azokat. Ezt követően a  Blatchington Mill School és a KBis Theatre School növendéke volt. 
Iskolai évei alatt kedvelte meg a színjátszást, a táncot és a művészeteket. Több iskolai színdarabban is szerepet kapott és egy helyi amatőr drámacsoportnak is tagja volt. 
2007-ben tűnt fel először a filmvásznon, amikor megkapta Lyra Belacqua főszerepét Az arany iránytű című filmben. Mintegy tízezer jelentkező közül választották ki a szerepre. Olyan sztárokkal játszhatott együtt, mint Nicole Kidman és Daniel Craig. 2008-ban ismét egy főszerepet osztottak rá a Holdhercegnő című filmben, melyet Csupó Gábor rendezett. Ez után néhány sorozatszerep következett. Az Oxfordi gyilkosságok-ban 13 epizód erejéig alakította Shirley Trewlove-ot.

## Filmográfia

### Film
| Év   | Magyar cím       | Eredeti cím                | Szerep             | Magyar hang   |
| ---- | ---------------- | -------------------------- | ------------------ | ------------- |
| 2007 | Az arany iránytű | The Golden Compass         | Lyra Belacqua      | Talmács Márta |
| 2008 | Holdhercegnő     | The Secret of Moonacre     | Maria Merryweather | Csifó Dorina  |
| 2009 |                  | Five Miles Out (rövidfilm) | Cassey             |               |
| 2014 |                  | The Fold                   | Eloise Ashton      |               |
| 2014 |                  | The Quiet Hour             | Sarah              |               |
| 2014 |                  | Girl Power (rövidfilm)     | Cassey             |               |
| 2016 |                  | ChickLit                   | Zoe                |               |

### Televízió
| Év        | Magyar cím           | Eredeti cím          | Szerep               | Megjegyzések |
| --------- | -------------------- | -------------------- | -------------------- | ------------ |
| 2008      |                      | Dustbin Baby         | April Johnson        | tévéfilm     |
| 2011–2012 | Skins                | Skins                | Franky Fitzgerald    | 18 epizód    |
| 2013      |                      | Lightfields          | Eve                  | 5 epizód     |
| 2016–2018 | Oxfordi gyilkosságok | Endeavour            | WPC Shirley Trewlove | 13 epizód    |
| 2019      |                      | Beecham House        | Margaret Osborne     | 6 epizód     |
| 2023      |                      | Celebrity Mastermind | önmaga               | 1 epizód     |